# Má vlast cestami proměn

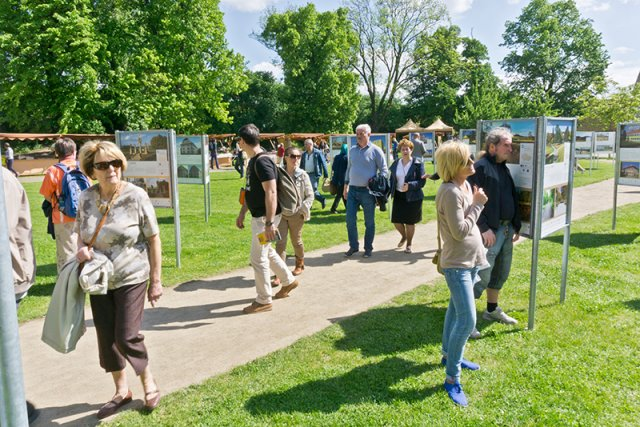
Zahájení putovní výstavy Má vlast cestami proměn na pražském Vyšehradě v roce 2014

Má vlast cestami proměn je mezinárodní putovní výstava, která představuje rekonstrukce objektů ve veřejném prostoru a proměny krajiny v českých obcích a městech. Výstava ukazuje, jak místní lidé zvelebili zchátralá místa – náměstí, návsi, sakrální stavby, památky, parky, cesty a další stavby či krajinu. Projekt zapojuje místní komunity a přispívá ke zvýšení kvality života obyvatel obcí a měst. Výstava posiluje cestovní ruch v méně známých místech České republiky. Ročně ji zhlédne na 3,5 milionu návštěvníků. Výstavu pořádá Asociace Entente Florale CZ – Souznění, z.s., s partnery. Spolupracují Stálá komise Senátu pro rozvoj venkova, Ministerstvo kultury ČR, Ministerstvo pro místní rozvoj ČR, Asociace krajů České republiky, Hlavní město Praha a kraje ČR a další. Osobnostmi projektu jsou prof. Jan Pirk, arch. Josef Pleskot a Mgr. Václav Větvička. 

## O výstavě

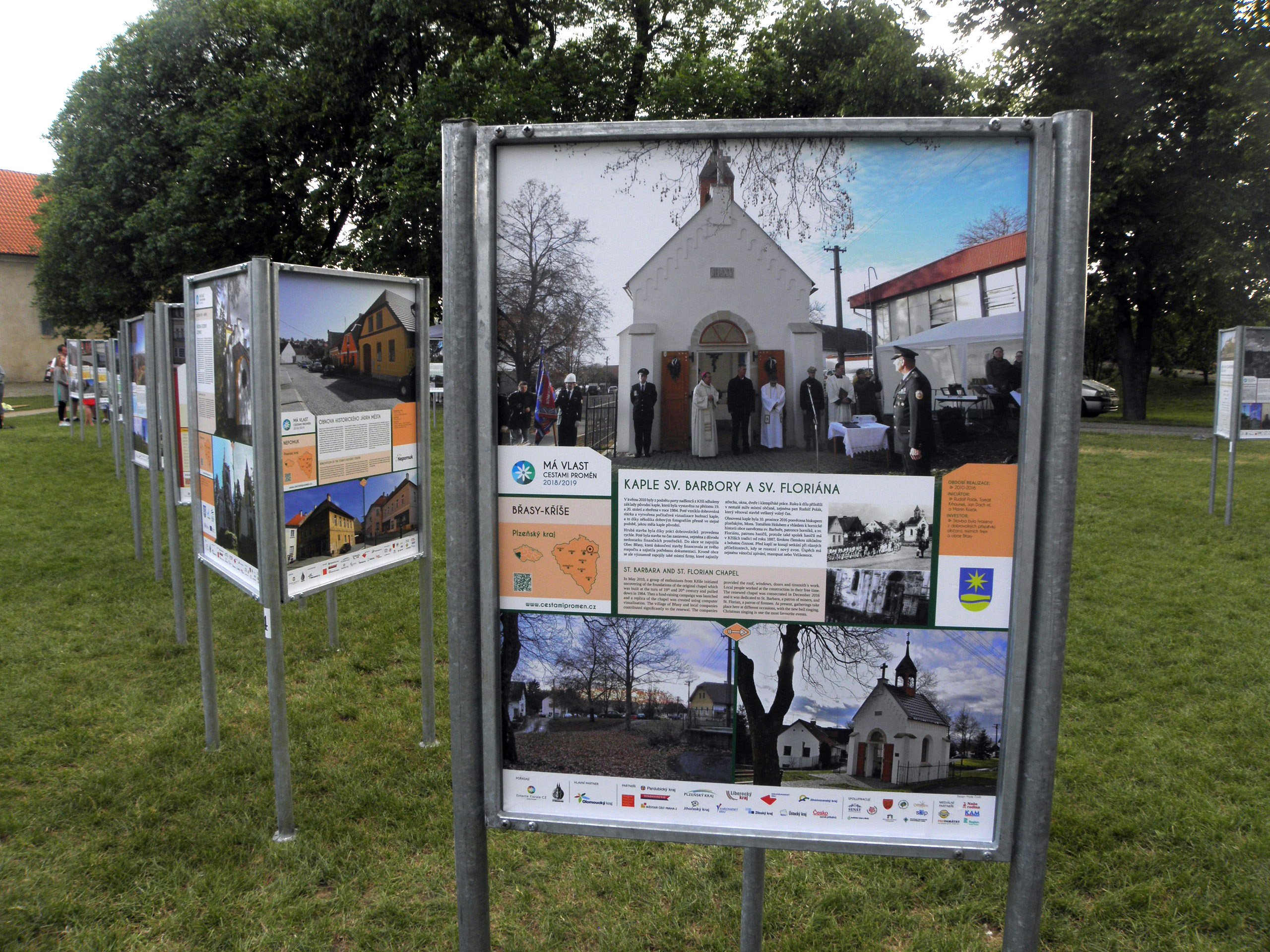
Výstavní panely ročníku 2018/2019

Smyslem výstavy je zvyšovat povědomí a zájem veřejnosti o prostředí, ve kterém žijeme, zvelebovat je a znovu oživovat chátrající objekty a pustnoucí místa. Důležitým aspektem celého projektu Má vlast cestami proměn je zapojování místních obyvatel.
Výstavba má podobu výstavních panelů jednotlivých proměn s fotografiemi prezentujícími stav před a po, textem v češtině a angličtině, mapou a dalšími údaji (např. doba realizace, iniciátor proměny, projektant atd.). Výstavní panely mají každý rok jednotný grafický styl, jejich provedení je ale variabilní podle obsahu.
V každém ročníku je vystaveno kolem stovky proměn (v posledních letech se počet pohyboval mezi 90 a 130) podle počtu přihlášených vystavovatelů, přičemž nejde nutně jen o proměny realizované v posledním roce, ale většinou byly realizovány v průběhu posledních pěti let.
První ročník výstavy se uskutečnil v roce 2009. Partnery výstavy jsou téměř všechny kraje ČR. Zahájení výstavy probíhá každoročně v květnu na Vyšehradě v Praze. Výstava následně putuje celý rok po vystavujících obcích a městech a je součástí kulturních a společenských akcí. Je umisťována na místa jako jsou náměstí a návsi, knihovny, infocentra, nádraží, historická podloubí, pěší zóny atd. Výstava hostuje také v Senátu Parlamentu ČR, na Ministerstvu kultury ČR a na Univerzitě Karlově. Výstavní panely jsou zapůjčovány zdarma, vystavovatel si je odváží na své náklady od předchozího.
V průběhu roku je možné na internetových stránkách výstavy sledovat aktuální destinace jednotlivých kolekcí výstavy, objednat si výstavu a hlasovat v soutěži pro nejkrásnější proměnu.

## Zahájení na Vyšehradě

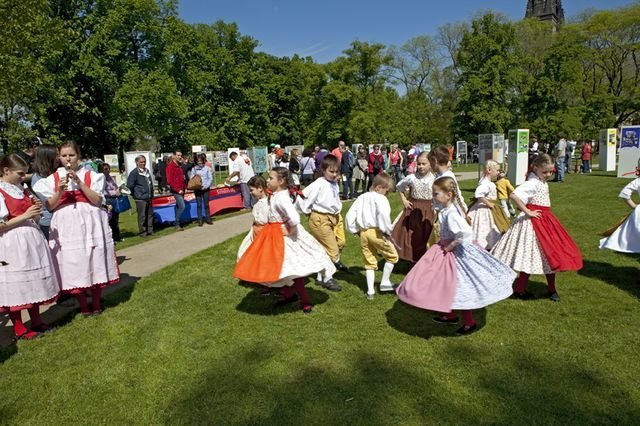
Ukázka kulturního programu v průběhu zahájení výstavy na Vyšehradě.

Výstavu každoročně zahajuje v květnu na pražském Vyšehradě její patronka PhDr. Blanka Stehlíková, historička umění, dcera malíře a básníka Ladislava Stehlíka. Následuje celodenní kulturní program, jehož součástí jsou vystoupení hudebních kapel, taneční vystoupení, prodej řemeslných výrobků a regionálních specialit (tradičně ve spolupráci s Asociací regionálních značek). Představují se zde učňovské školy. Je zpřístupněna hrobka Slavín s průvodcem a další vyšehradské památky jsou otevřeny za symbolické vstupné. Vstup na výstavu je bezplatný.
Atributem výstavy je kamenné Srdce vlasti nalezené při budování závlahového systému vyšehradského parku. V průběhu zahájení přebírá hlavní partnerský kraj od předchozího Srdce vlasti za asistence prof. Jana Pirka. Následuje setkání všech Srdcí krajů, která mají rovněž svůj původ na Vyšehradě. Doprovázejí je zástupci krajů. Hlavní partnerský kraj má také právo vysadit na Vyšehradě strom, potomka památného stromu ze svého území, pod dohledem Mgr. Václava Větvičky. Cenu vítězi nejkrásnější proměny z internetového hlasování veřejnosti a ceny odborné poroty udílí Ing. arch. Josef Pleskot.
Výstava setrvává na Vyšehradě po dobu jednoho měsíce. V červnu se rozdělí do kolekcí po 2 – 3 krajích a vydá se na celoroční pouť do svých oblastí.
V roce 2018 proběhlo slavnostní zahájení 10. ročníku výstavy dne 19. května.